# 藤岡市立神流小学校
藤岡市立神流小学校（ふじおかしりつ かんなしょうがっこう）は、群馬県藤岡市にある市立小学校。

## 沿革
- 1874年（明治6年）10月28日 - 岡之郷小学校創立。
- 1875年（明治7月）9月 - 神流川小学校と改称。
- 1887年（明治20年）9月 - 神流村誕生と同時に神流尋常小学校と改称。
- 1903年（明治36年）4月6日 - 高等科を併置し神流高等尋常小学校に改称。
- 1941年（昭和16年）4月1日 - 国民学校令により、神流村国民学校と改称。
- 1947年（昭和22年）4月1日 - 学制改革により、神流村立神流小学校と改称。
- 1954年（昭和29年）4月1日 - 神流村の藤岡市への合併により、藤岡市立神流小学校と改称。
- 1977年（昭和52年）7月 - 東校舎1と中校舎・西校舎建築[1]。
- 1980年（昭和55年）3月 - 東校舎2建築[1]。
- 2010年（平成22年） - 中校舎と西校舎を耐震改修、中校舎の耐震補強実施[1]。
- 2011年（平成23年） - 東校舎（1・2）の耐震改修と耐震補強実施[1]。

## 所在地
- 群馬県藤岡市下戸塚190番地

## 学区
- 第21区、第22区、第23区、第24区、第25区、第26区、第27区、第28区、第29区、第30区[2]
  - 下栗須西・東、上戸塚、下戸塚西・東、岡野郷、新田 - 2021年1月19日現在の下校班ごと

## アクセス
- 多野藤岡広域路線バスで、「農協神流支所」バス停下車後、徒歩約410m・約6分。
- 藤岡市コミュニティバス神流線で、「薬師寺整形外科前」バス停下車後、徒歩約500m・約8分。